# Prêmio de Medicina Keio

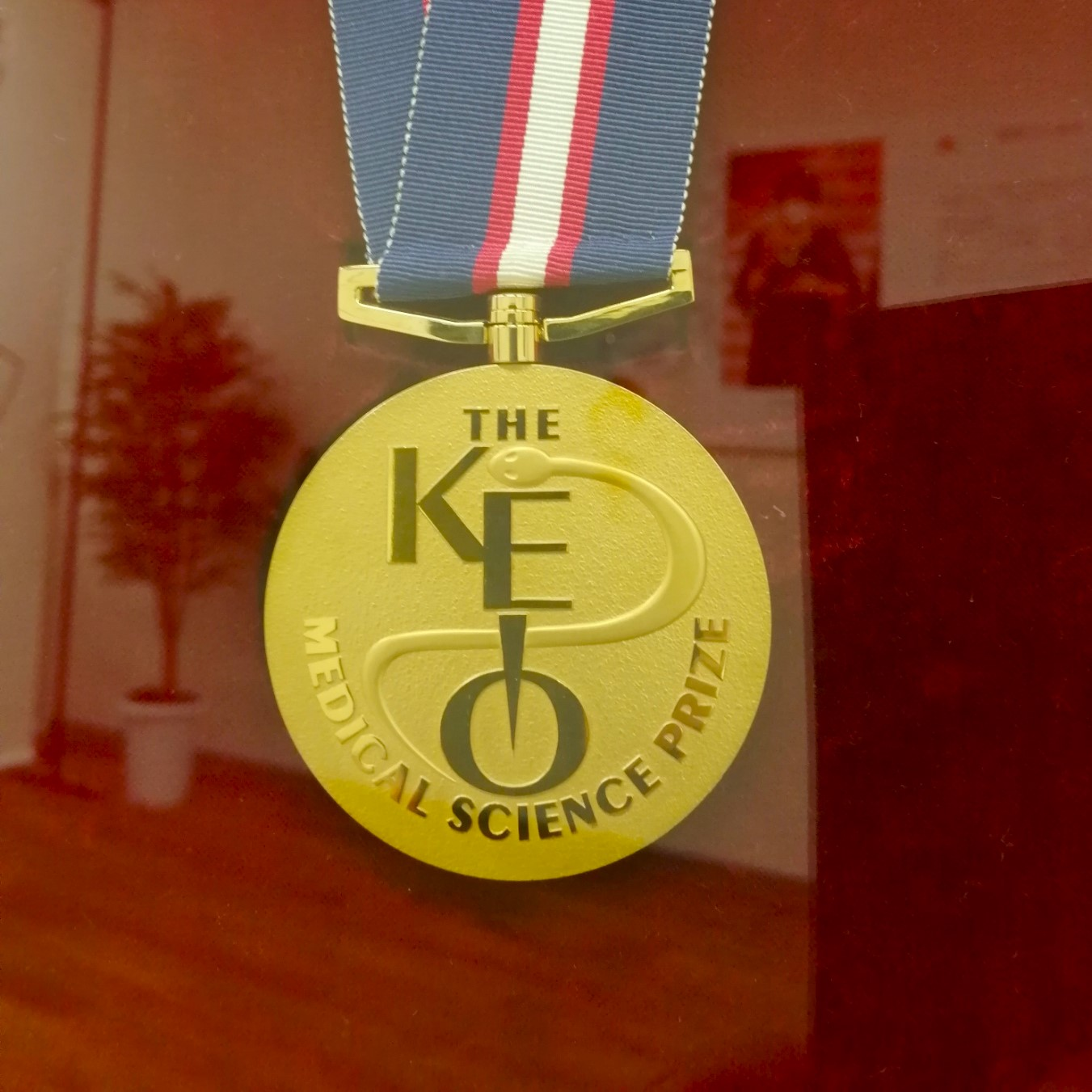
Uma medalha do Prêmio de Medicina Keio

O Prêmio de Medicina Keio (em inglês:  Keio Medical Science Prize; em japonês:  慶應医学賞) é um prêmio japonês de medicina.

## Recipientes
Fonte: Keio University
- 1996 - Stanley Prusiner e Shigetada Nakanishi
- 1997 - Robert Allan Weinberg e Tadatsugu Taniguchi
- 1998 - Judah Folkman e Katsuhiko Mikoshiba
- 1999 - Elizabeth Blackburn e Shinya Yoshikawa
- 2000 - Arnold Jay Levine e Yusuke Nakamura
- 2001 - Anthony Rex Hunter e Masatoshi Takeichi
- 2002 - Barry Marshall e Koichi Tanaka
- 2003 - Ronald Mark Evans e Yasushi Miyashita
- 2004 - Roger Tsien
- 2005 - Yoshinori Fujiyoshi
- 2006 - Thomas Steitz
- 2007 - Brian Druker e Hiroaki Mitsuya
- 2008 - Fred Harrison Gage e Shimon Sakaguchi
- 2009 - Jeffrey Michael Friedman e Kenji Kangawa
- 2010 - Jules Hoffmann e Shizuo Akira
- 2011 - Philip Arden Beachy e Keiji Tanaka
- 2012 - Steven Rosenberg e Hiroyuki Mano
- 2013 - Victor Ambros e Shigekazu Nagata
- 2014 - Karl Deisseroth e Hiroshi Hamada
- 2015 - Jeffrey Ivan Gordon e Yoshinori Ohsumi
- 2016 - Svante Pääbo e Tasuku Honjo
- 2017 - John Edgar Dick e Seiji Ogawa
- 2018 - Feng Zhang e Masashi Yanagisawa